# Krzemykowo
Krzemykowo – wieś w Polsce położona w województwie zachodniopomorskim, w powiecie kamieńskim, w gminie Świerzno.
W latach 1975–1998 miejscowość administracyjnie należała do województwa szczecińskiego.
1. Historia wsi

Osada Krzemykowo (Klaushagen, Claushagen)  została po raz pierwszy wymieniona w dokumentach w 1321 roku. W 1628 roku była tu owczarnia należąca do wsi Benz (Benice). Około 1780 powstał folwark (Vollwerk Claushagen). W 1870 roku folwark miał powierzchnię 487 hektarów, pięć budynków mieszkalnych i 65 mieszkańców. W roku  1944 powstało leśnictwo Klaushagen o powierzchni 341 hektarów należące do majątku leśnego Benz (Benice).